# Jai Bhim
Pour plus de détails, voir Fiche technique et Distribution.
Jai Bhim (ஜெய் பீம்) est un film indien réalisé par T. J. Gnanavel (en), sorti en 2021.

## Fiche technique
- Titre : Jai Bhim
- Titre original : ஜெய் பீம்
- Réalisation : T. J. Gnanavel (en)
- Scénario : T. J. Gnanavel (en)
- Musique : Sean Roldan (en)
- Pays d'origine : Inde
- Genre : drame et biopic
- Durée : 164 minutes
- Date de sortie : 2021

## Distribution
- Suriya : K. Chandru (en)
- Lijomol Jose (en) : Senggeni
- K. Manikandan : Rajakannu
- Rajisha Vijayan (en) : Maithra
- Prakash Raj (en) : I.G. Perumalsami
- Rao Ramesh (en) : A.G. Ram Mokan
- Guru Somasundaram (en) : P.P. Cellapandian
- M. S. Bhaskar (en) : Sangaran
- Jayaprakash (en) : D.G.P. Radhakrishnan